# Септимии
Септи́мии (лат. Septimii) — древнеримский плебейский род, принадлежавший, предположительно, к Квиринской трибе, из представителей которого наиболее известны:
- Публий Септимий (возможно[3], носил когномен «Сцевола»[4][5][6]; I в. до н. э.), квестор Варрона[7][8] в 70-х гг. до н. э[9]. (по одной из версий, около 75 года[10][11]), которому последний посвятил три книги «De lingua latina» («О латыни»). Вполне возможно[3], в 74 году до н. э., являясь сенатором[4], был одним из членов судебной коллегии, разбиравшей дело Клуенция[5], а в 59 году — свидетелем обвинения на процессе Луция Валерия Флакка[12];
- Гай Септимий, сын Тита (возможно, носил когномен «Сабин»; ум., по одной из версий, в 43 до н. э.), претор 57 года до н. э., настаивавший на возвращении Цицерона из ссылки[13][3][2]; после управлял провинцией Азия. Упомянут Целием Руфом в числе сенаторов, присутствовавших при записи постановления от 29 сентября 51 года до н. э., когда решался вопрос о заочном лишении Цезаря его провинций[1]. Возможно, идентичен Септимию, преданному в конце 43 года до н. э. собственной супругой[14][15]. Предполагаемый отец городского претора 28 года до н. э[16].;
- Луций Септимий (ум. после 48 до н. э.), военный трибун, служивший под начальством Помпея во время пиратской войны (67 год до н. э.). Позднее он отправился с Габинием в Египет и по восстановлении на египетском троне Птолемея Авлета остался в Египте для защиты царя. Септимий был одним из убийц Помпея при высадке последнего на египетский берег осенью 48 года до н. э[2].;
- Тит Септимий Сабин (ум. после 28 до н. э.), городской претор Рима в 28 году до н. э[17]., предполагаемый сын претора 57 года до н. э[16]. Вероятный адресат Горация[18];
- Авл Септимий Серен (II в.), римский лирик, современник Теренциана Мавра (II век). Ему принадлежало, между прочим, стихотворение, известное под заглавием «Opuscula ruralia», от которого сохранилось начало (см. «Poetae Latini Minores», изд. Wernsdorf’a, т. II, 279). Оно отличалось оригинальностью и утончённостью формы и служило образцом изысканной метрики[2];
- Луций Септимий (IV в.), автор латинской обработки сказочной истории Троянской войны. Сочинение это, оригинал которого приписывался критянину Диктису, принадлежит к разряду сказочной литературы приключений. Язык искусственно-архаичный, в стиле Саллюстиевой прозы, отличается множеством поэтических оборотов и поздних словообразований. Автор широко пользовался, между прочим, трудами Корнелия Непота, Ливия, Вергилия. Вопрос об оригинальности латинской обработки оставался спорным; большинство признавало, что греческого оригинала вовсе не было. Доказательством оригинальности латинской редакции служит то обстоятельство, что грек Иоанн Малала (кон. VI века), для которого греческие источники были доступнее, пользовался для своей хронографии не греческим оригиналом, а латинской обработкой. Произведение Септимия посвящено Квинту Арадию Руфину, городскому префекту в 312—313 гг. Оно широко распространилось в Средние века, став одним из источников средневековых сказаний о Троянской войне[2].